# ساختمان سده
ساختمان سده (به لهستانی: Hala Stulecia) بنایی واقع در وروتسواف، لهستان است.
این ساختمان بین سال‌های ۱۹۱۱ تا ۱۹۱۳ میلادی به وسیله مکس برگ معمار آلمانی هنگامی که وروتسواف بخشی از امپراتوری آلمان بود، ساخته شد. ساختمان سده جزء میراث جهانی یونسکو است. در این ساختمان مسابقات بوکس، هندبال، والیبال و بسکتبال نیز انجام می‌شود. در کنار این بنا یک باغ ژاپنی هم وجود دارد.

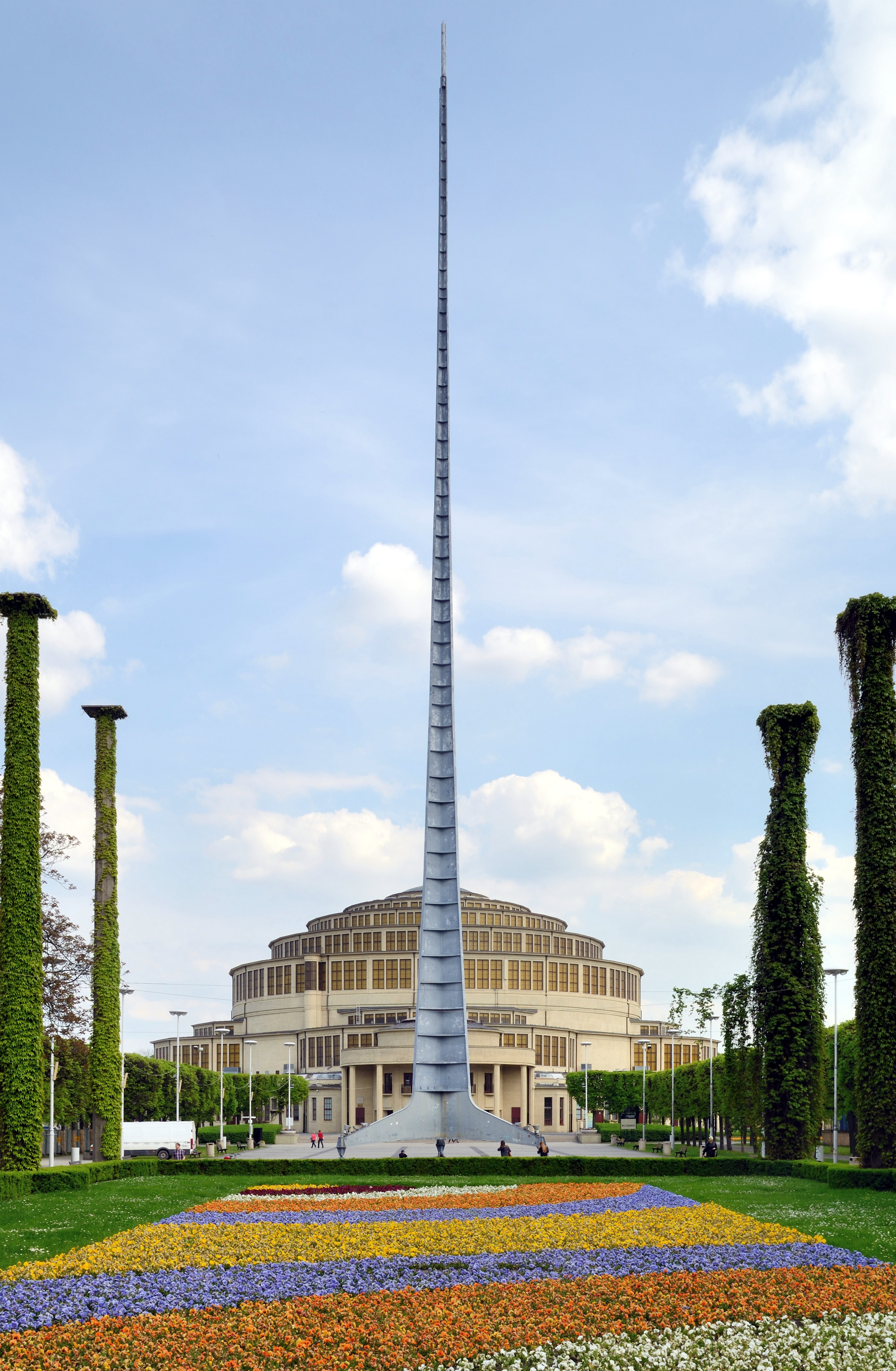
نمای رو به رو